# Goodyera hispida
Goodyera hispida är en orkidéart som beskrevs av John Lindley. Goodyera hispida ingår i släktet knärötter, och familjen orkidéer. Inga underarter finns listade i Catalogue of Life.